# Florian Mazel

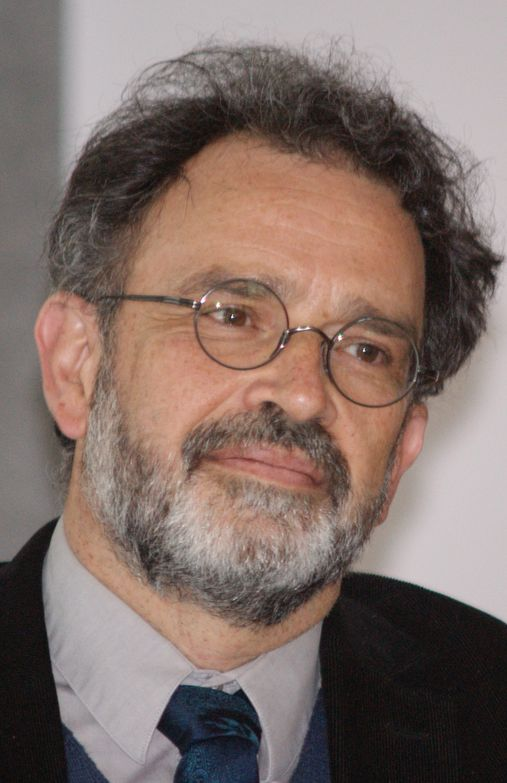
Florian Mazel, aufgenommen von Werner Maleczek im Jahr 2023 auf einer Reichenau-Tagung des Konstanzer Arbeitskreises für mittelalterliche Geschichte

Florian Mazel (* 1972) ist ein französischer Historiker und Hochschullehrer.

## Leben und Wirken
Florian Mazel besuchte die École Normale Supérieure de Fontenay in Saint-Cloud. Im Jahr 1994 erhielt er die Agrégation externe d’Histoire. Er wurde 2000 promoviert an der Universität der Provence Aix-Marseille I mit der von Noël Coulet betreuten Arbeit La noblesse et l’Église en Provence, Xe–XIVe siècles. L’exemple des familles d’Agoult-Simiane, de Baux et de Marseille. Er habilitierte sich 2009 bei Daniel Pichot mit der Arbeit De la cité au diocèse. Église, pouvoir et territoire dans l’Occident médiéval, Ve-XIIIe siècle. Mazel war von 2001 bis 2010 Maître de conférences in mittelalterlicher Geschichte an der Universität Rennes 2. Von 2010 bis 2023 lehrte er dort als Professor für Mittelalterliche Geschichte. Von Mai bis Juli 2022 war er Gastwissenschaftler an der Eberhard Karls Universität Tübingen. Seit 2023 lehrt er als Professor für mittelalterliche Geschichte an der Université Paris 1 Panthéon-Sorbonne. 
Mazel ist Experte für die Geschichte des Hochmittelalters mit einem Schwerpunkt auf Frankreich und Italien. Vor allem zum provencalischen Raum legte er zahlreiche einschlägige Studien vor. Zu seinen Hauptwerken zählen Féodalités 888–1180 (Berlin 2010) und L’évêque et le territoire (Seuil 2016). Mazel ist Herausgeber eines Sammelbandes, der die Beiträge zweier Studientage an der Université Rennes 2 (15. Mai 2004 und 9. Mai 2005) zum Bistum als Raum bündelt. Er ist Herausgeber einer Nouvelle Histoire du Moyen Äge (2021). In dem tausend Seiten umfassenden Werk unter seiner Leitung wird das Mittelalter von rund 40 Spezialisten nicht als dreiteiliges Mittelalter (Frühmittelalter, Mittelalter, Spätmittelalter) präsentiert, sondern es werden die Triebkräfte des sozialen Wandels in der langen Zeitspanne von 800 bis 1300 untersucht. Für dieses Werk erhielt er 2023 den Prix Pierre Lafue. Außerdem wurde ihm der Prix Nicolas Peiresc (2003), der Prix Augustin-Thierry (2016), der Prix Aujourd’hui (2017) und der Prix Adolphe Thiers (2021) verliehen.

## Schriften (Auswahl)
Monographien
- L’évêque et le territoire. L’invention médiévale de l’espace.  Éditions du Seuil, Paris 2016, ISBN 978-2-02-118310-8.
- Féodalités 888–1180. Belin, Paris 2014, ISBN 978-2-7011-9189-8.
- La noblesse et l’Église en Provence, fin Xe – début XIVe siècle. L’exemple des familles d’Agoult-Simiane, de Baux et de Marseille. (= CTHS histoire. Band 4). Éd. du CTHS, Paris 2002, ISBN 2-7355-0503-0.

Herausgeberschaften
- Nouvelle histoire du Moyen Âge. Éditions du Seuil, Paris 2021, ISBN 978-2-02-146035-3.
- mit Noël Coulet: Histoire d’Aix-en-Provence. Presses Universitaires de Rennes, Rennes 2020, ISBN 978-2-7535-8060-2.
- L’espace du diocèse. Genèse d’un territoire dans l'Occident médiéval (Ve–XIIIe siècle). Presses Universitaires de Rennes, Rennes 2008, ISBN 978-2-7535-0625-1.